# Blauwzwarte kamzwaluw
De blauwzwarte kamzwaluw (Psalidoprocne pristoptera) is een zangvogel uit de familie Hirundinidae (zwaluwen).

## Verspreiding en leefgebied
Deze soort komt wijdverspreid voor in Afrika en telt twaalf ondersoorten:
- P. p. pristoptera: Eritrea en noordelijk Ethiopië.
- P. p. blanfordi: het westelijke deel van Centraal-Ethiopië.
- P. p. antinorii: centraal en zuidelijk Ethiopië.
- P. p. oleaginea: zuidoostelijk Soedan en zuidwestelijk Ethiopië.
- P. p. mangbettorum: zuidelijk Soedan en noordoostelijk Congo-Kinshasa.
- P. p. chalybea: van noordelijk en centraal Kameroen tot westelijk Soedan en noordelijk en centraal Congo-Kinshasa.
- P. p. petiti: van oostelijk Nigeria tot noordwestelijk Angola.
- P. p. ruwenzori: oostelijk Congo-Kinshasa.
- P. p. orientalis: van oostelijk Zambia en zuidelijk Tanzania tot oostelijk Zimbabwe en centraal Mozambique.
- P. p. reichenowi: Angola, zuidelijk Congo-Kinshasa en Zambia.
- P. p. massaica: Kenia, noordelijk en centraal Tanzania.
- P. p. holomelas: van zuidelijk Zimbabwe en zuidelijk Mozambique tot oostelijk en zuidelijk Zuid-Afrika.

## Status
De grootte van de populatie is niet gekwantificeerd maar de soort wordt omschreven als algemeen tot plaatselijk zeer algemeen. Op de Rode lijst van de IUCN heeft deze soort de status niet bedreigd.